# Carl Johan Bernadotte
Carl Johan Arthur Bernadotte, greve af Wisborg, (født 31. oktober 1916 i Sverige, død 5. maj 2012 på sygehuset i Ängelholm i Skåne) var yngste søn af kronprins Gustaf (senere kong Gustav 6. Adolf) og kronprinsesse Margareta.

## Ægteskaber
Bernadotte giftede sig i 1946 med journalisten Kerstin Wijkmark (1910-1987), og mistede dermed sin prinsetitel og arveretten til tronen. Brylluppet fandt sted i New York. Der var ingen svensk præst, der ville gifte dem. De adopterede senere to børn.
I 1988 giftede han sig med grevinde Gunnila Märta Louise Wachtmeister af Johannishus (født 12. maj 1923). Brylluppet fandt sted i Svenska Gustafskyrkan i København, og Carl Johans søster Dronning Ingrid var værtinde ved bryllupsfesten på Fredensborg Slot.

## London og Skåne
Under sit ægteskab med Kerstin Wijkmark boede Bernadotte mest i London. Efter hustruens død i 1987 vendte han hjem til Sverige.
I 1973 havde Bernadotte fået opført Villa Kungsberga, på Hallandsåsen udenfor Båstad i det nordvestlige Skåne. Her boede han under det meste af sit andet ægteskab. Det var også her, at Greta Garbo tilbragte seks uger i sommeren 1975.

## Aner
Carl Johan Bernadotte delte i sagens natur aner med sin søster Dronning Ingrid af Danmark - se anetavle i dennes artikel. Carl Johan Bernadotte var den sidste af Dronning Victoria af Storbritanniens oldebørn, der stadig levede.

## Luxembourgsk greve
I 1951 gjorde storhertuginde Charlotte af Luxembourg ham til greve af Wisborg. I dokumentet blev han også kaldt prins Bernadotte.

### Titler
- 1916-1946: Hans Kongelige Højhed Prins Carl Johan, Sveriges Arvefyrste, Hertug af Dalarna.
- 1946-1951: Herr Carl Johan Bernadotte (borgerligt navn)
- 1951-2012: Carl Johan Bernadotte, greve af Wisborg (tilhørte den ikke-introducerede adel)

## Kuriøsa
Under 2. verdenskrig fik Prins Carl Johan et tilbud om at overtage den ungarske trone, men takkede nej[kilde mangler].
Efter Kronprinsesse Victorias forlovelse med Daniel Westling omtales det ungarske tilbud på side 26 i nxtst. next station, nr. 6, 2009, der udgives af DSBFirst.